# Сульфат свинца(II)
Сульфа́т свинца́(II) (свинцо́вый купоро́с, серноки́слый свине́ц) — неорганическое соединение, свинцовая соль серной кислоты, имеющая формулу PbSO4. В природе распространён как минерал англезит. Применяется как компонент пигментов. Образуется в свинцово-кислотных аккумуляторных батареях при разряде.

## Физические свойства
Температура плавления: 1170 °C (с разложением).
Практически не растворим в воде.

## Токсичность
Как и большинство соединений свинца, сульфат свинца ядовит, канцерогенен и тератогенен. Токсическое действие проявляется при поступлении вещества в организм через пищеварительный тракт, лёгкие, а также при непосредственном контакте с кожей. При попадании в организм накапливается, вызывая повреждение почек, нарушение зрения, поражение центральной нервной системы. При попадании в глаза оказывает местное раздражающее действие. 